# Barriera del Bosco
Barriera del Bosco (Barrèra in dialetto catanese) è un quartiere della zona settentrionale di Catania, facente parte della II Circoscrizione, risultata dall'accorpamento avvenuto nel 2013 delle ex IV e II Municipalità, che comprende anche i quartieri di Canalicchio, Villaggio Cardinale Dusmet, Picanello, Ognina, San Giovanni li Cuti e Guardia.

## Origine del nome
Il quartiere deve il suo nome ad una fitta zona boschiva che ricopriva questo territorio, e che in passato arrivò a toccare anche i Comuni dell'hinterland di San Giovanni la Punta, Viagrande e Zafferana Etnea. Vi sono tracce di ciò anche nella toponomastica, data la presenza nel quartiere catanese dell'omonima Via del Bosco, che subito più a nord, fra i tanti nomi che assume fuori dal territorio comunale, prende anche quello di Via Barriera del Bosco, per poi averne altri ancora.

## Geografia fisica
Barriera del Bosco confina ad ovest con il quartiere Santa Sofia, a nord-ovest con la zona Fasano di Gravina di Catania, a nord con la zona San Paolo, sempre di Gravina, a nord-est con Sant'Agata li Battiati, a est con il quartiere Canalicchio (nel caso degli ultimi due quindi anche con la Timpa della Leucatìa a nord-est), a sud-est con il Parco Gioeni, a sud con il quartiere Borgo. 
Il quartiere si incentra sulla Via del Bosco in tutto il suo tragitto, non sempre rettilineo, dal Tondo Gioeni a sud fino ai Due Obelischi a nord, con varie traverse che la intersecano. La piazza principale è senza dubbio quella di Santa Maria del Carmelo (su cui si affaccia a nord-est l'omonima chiesa alla Barriera), nel tratto settentrionale di Via del Bosco; essa più ad ovest prende il nome di "Piazza Benedetto Condorelli Fragalà", e più a sud di "Parco Don Giuseppe Zammataro", ove si svolge il mercato settimanale. In corrispondenza dell'altra chiesa (dedicata al Sacro Cuore di Gesù alla Barriera), nel tratto meridionale di Via del Bosco, vi è uno slargo rotondo senza nome, dove la stessa via prosegue appunto verso nord.

## Storia
Vi sono narrazioni storiche secondo cui i Romani utilizzarono i legni degli alberi presenti in questa zona, molto più vasta di ora e che era sacra a Giove (dato che questo bosco era chiamato infatti "Lucus Iovis" = "Bosco di Giove"), per ricavare quello adatto per costruire le loro navi.
Il quartiere Barriera del Bosco conosce però il suo momento di massima fortuna durante gli anni cinquanta e sessanta del Novecento per via della costruzione di diversi condomini e ville singole attorno alle due chiese del quartiere, preesistenti da qualche decennio nel caso più recente (Chiesa del Sacro Cuore di Gesù) o da circa un secolo nel caso più antico (Chiesa di Santa Maria del Carmelo).

## Monumenti e luoghi di interesse

### Architetture religiose
- Chiesa di Santa Maria del Carmelo alla Barriera, piazza Santa Maria del Carmelo, 40
- Chiesa del Sacro Cuore alla Barriera, via del Bosco, 71.

### Architetture civili
Alla fine della Via del Bosco, alla confluenza dei confini dei Comuni di Catania, Gravina di Catania e Sant'Agata li Battiati, sono ancora visibili i già citati "Due Obelischi", fatti costruire ai tempi del Regno delle Due Sicilie dai Borbone dal 1830 e inaugurati nel 1835, i quali segnavano più o meno l'inizio della strada che conduceva verso l'Etna, asfaltata però solo verso gli anni trenta del Novecento. Nel quartiere c'è anche la Villa Iole Pantò, residenza del famoso attore catanese Angelo Musco, la quale, una volta morto lui nel 1937, cambiò più di una volta nome in base ai proprietari.

## Cultura

### Istruzione

#### Scuole
Nella zona nord vi è l'Istituto Comprensivo "Italo Calvino", che nei plessi del quartiere rimane con la sua storica denominazione "Gabriele D'Annunzio". Nella zona sud del quartiere esiste, invece, l'Istituto statale di istruzione superiore Filippo Eredia (unito all'IPSIA "Enrico Fermi" e all'IPAA "Pier Luigi Deodato"), nato nel 1881 come seconda scuola enologica d'Italia e intorno al 1950 dedicato al famoso professore di meteorologia, di climatologia ed ecologia agraria di Catania.